# Brian Murphy
Brian Murphy (Ventnor, illa de Wight, 25 de setembre de 1932 - Kent, 2 de febrer de 2025) va ser un actor britànic, conegut principalment pel seu paper com a George Roper a la sèrie de televisió Man About the House i la sèrie derivada George and Mildred. Malgrat tenir una trajectòria extensa en el teatre al llarg de gairebé mig segle, el seu treball a la televisió britànica durant les dècades de 1970 i 1980 el va convertir en una figura popular. Al llarg de la seva trajectòria, només va participar en una única producció de metratge llarg, la comèdia Sparrows Can't Sing.

## Carrera
Murphy va iniciar la seva carrera en el teatre abans de fer el salt a la televisió, on va participar en diverses sèries destacades de l'època, com The Avengers, Z-Cars, Callan i Dixon of Dock Green. Tanmateix, la seva fama es consolidaria amb el paper de George Roper a Man About the House (1973-1976). En aquesta comèdia, interpretava el mandrós i rondinaire propietari d'un edifici on residien un jove i dues noies. La seva dona a la ficció, Mildred, interpretada per Yootha Joyce, aspirava a millorar la seva posició social, contrastant amb la passivitat de George.
A causa de l'èxit de la sèrie, el 1976 es va produir la sèrie derivada George and Mildred, centrat en la parella protagonista. La sèrie es va emetre durant cinc temporades fins a 1979 i es va consolidar com una de les comèdies britàniques més populars del seu temps.
Després de la mort de Yootha Joyce el 1980 per insuficiència hepàtica, Murphy, que mantenia una estreta amistat amb l'actriu, es va veure profundament afectat. Posteriorment, va reprendre la seva activitat teatral i va continuar treballant a televisió amb papers en sèries com Lame Ducks (com a investigador privat), The Bill (com un vagabund borratxo vestit d'elf) i Last of the Summer Wine. En anys posteriors, va realitzar aparicions esporàdiques en altres produccions televisives, incloent-hi The Catherine Tate Show.

## Doblatge
A les versions en castellà de les seves produccions, Murphy va ser doblat habitualment per Rafael de Penagos. La sèrie George and Mildred també va ser traduida al català, on la veu d'en George va ser interpretada per Josep Maria Angelat.

## Teatre
- Sweeney Todd, The Demon Barber of Fleet Street (Christopher Bond), Theatre Royal Stratford East, protagonista (Sweeney Todd), 1973
- On Your Way, Riley (Alan Plater), The Queen's Theatre, Arthur Lucan (Old Mother Riley), Febrer–Març, 1983
- When We Are Married (J.B. Priestley), Whitehall Theatre, Herbert Soppitt, 1986
- Roll On Friday (Roger Hall), Watford Palace Theatre, Jim, October 1989

## Cinema i televisió
| Any                     | Títol                                  | Paper             |
| ----------------------- | -------------------------------------- | ----------------- |
| 1963                    | Sparrows Can't Sing                    | Jack              |
| 1971                    | The Devils                             | Adam              |
| 1971                    | The Boy Friend                         | Peter             |
| 1972                    | The Ragman's Daughter                  | Tony's Father     |
| 1973 a 1976 1976 a 1980 | Man about the house George and Mildred | George Roper      |
| 1976                    | I'm Not Feeling Myself Tonight         | Caretaker         |
| 1981                    | The Incredible Mr Tanner               | Ernest Tanner     |
| 1981                    | Black Jack                             | Archibald         |
| 1982                    | L for Lester                           | Lester Small      |
| 1984 a 1985             | Lame Ducks                             | Ansell            |
| 1993 a 1999             | Wizadora                               | Stan              |
| 1994                    | One Foot in the Grave                  | Mr. Foskett       |
| 1998                    | Jonathan Creek                         | Ken Speed         |
| 1999                    | Mrs Merton & Malcolm                   | Mr Capstick       |
| 2003                    | The Booze Cruise                       | Maurice           |
| 2003 a 2010             | Last of the Summer Wine                | Alvin Smedley     |
| 2005 a 2006             | The Catherine Tate Show                | Neville           |
| 2010                    | Hustle                                 | Larry             |
| 2010                    | Benidorm                               | Clive Mitchell    |
| 2011                    | White Van Man                          | Albert            |
| 2011                    | The Cafe                               | Frank Dobson      |
| 2011                    | Grave Tales                            | Arthur            |
| 2012                    | Run For Your Wife                      | Allotment Man     |
| 2013                    | Man Down                               | Mr Field-Williams |
| 2013                    | Plebs                                  | Victor            |
| 2014–                   | It's An Unknown World                  | George Timemile   |
| 2014                    | Holby City                             | Charlie Evans     |
| 2016                    | Casualty                               | Frank Haines      |